# Cyclanthera mathewsii
Cyclanthera mathewsii là một loài thực vật có hoa trong họ Cucurbitaceae. Loài này được Arn. ex A.Gray mô tả khoa học đầu tiên năm 1841.